# Catalogus plantarum circa Basileam sponte nascentium

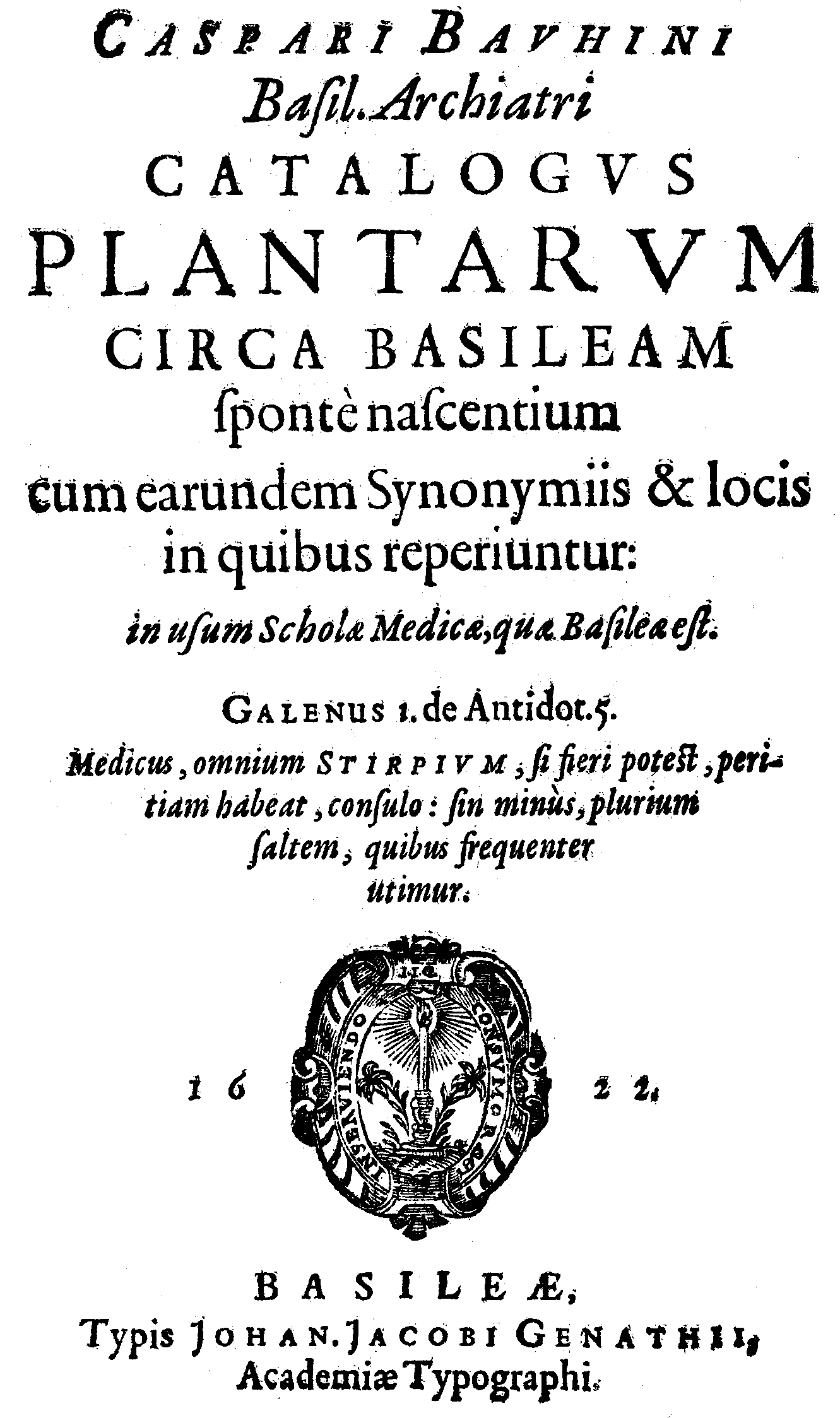
Titelseite

Catalogus plantarum circa Basileam sponte nascentium ist ein 1622 in Basel erschienenes Florenwerk von Caspar Bauhin. Das Werk ist eine Lokalflora der in der unmittelbaren Umgebung von Basel wachsenden Pflanzen. Sie diente den Studenten beim Botanisieren als „Taschenflora“.

## Werk
Der Klein-Oktavband Catalogus plantarum circa Basileam sponte nascentium : cum earundem synonymiis & locis in quibus reperiuntur : in usum Scholae Medicae, quae Basileae est wurde vom Universitätsdrucker Johann Jakob Genath (1582–1654) gedruckt. Er umfasst 133 nummerierte Seiten, ist 10 Zentimeter breit und 16 Zentimeter hoch. Auf dem Titelblatt wird Galenos zitiert: „Medicus omnium stirpium, si fieri potest, peritiam habeat consulo: sin minus, plurimarum saltem, quibus frequenter utimur“ (etwa „Der Arzt soll, so viel als möglich, von allen Pflanzen Kenntnis haben und wenn nicht, doch von mehrern, die wir öfter gebrauchen“). Am Ende des Werks befinden sich auf 15 unnummerierten Seiten ein Index der „Gattungsnamen“ sowie eine Liste der zitierten Autoren (Authores citati).
Das Vorwort ist auf den 1. April 1622 datiert. Darin wendet sich Bauhin an die Studenten der Medizin:
„An die Studiosen der Medizin.
Um euern Studien zu dienen, gebe ich hier ein Verzeichniß der, im Umkreis einer Meile um unsre Stadt wachsenden Pflanzen heraus, nicht nur mit Angabe der Standorte, sondern auch mit dem Namen der Autoren, deren Werke Ihr gewöhnlich gebraucht: des Tragus, Matthiolus, Fuchs, Dodonaeus, Lobelius und Tabernaemontanus. Wo aber bei diesen kein Name für eine von mir aufgeführte Art vorkommt, habe ich den von einem andern Schriftsteller gegebenen zitiert: des Cordus, Clusius, Columna etc. Wer noch mehr Namen wünscht, wird sie in meinem Pinax finden, der 6000 Pflanzen enthält und in dem die Arten aller Autoren von Dioscorides, Theophrastus, Plinius bis heute methodisch abgehandelt und mit ihren Synonymen und Unterscheidungsmerkmalen beschrieben sind. Dies Buch kann nicht nur meinem Botanischen Theater, das ich in Arbeit habe, sondern allen Herbarien als Index dienen. Weil ihr häufig auf den Berg Wasserfall, obschon er mehrere Meilen von der Stadt entfernt ist, zu lustwandeln pflegt, so habe ich dessen Pflanzen hier auch aufgeführt. Seid glücklich und gesund und dem Verfasser geneigt.“
1671 erschien eine als „Editio tertia auctior“ bezeichnete Neuauflage. Sie wurde neu gesetzt, ist aber ansonsten mit der Erstausgabe identisch. Zwischen 1821 und 1834 veröffentlichte Karl Friedrich Hagenbach seine Basler Flora Tentamen Florae Basileensis. Darin verweist Hagenbach bei seinen Artbeschreibungen, soweit vorhanden, auf den jeweiligen Eintrag in Bauhins Catalogus.

### Inhalt
Im Catalogus sind knapp über 1000 polynomiale Artnamen von Pflanzen aufgeführt, die in der unmittelbaren Umgebung von Basel sowie der Region Wasserfallen bei Reigoldswil wachsen.
Ihre Anordnung folgt dabei derselben Systematik, wie sie Bauhin im Pinax (1623) verwendet. Die aufgeführten polynomiale Artnamen entsprechen denen im Pinax. 
Außerdem werden gängige polynomiale Synonyme aufgeführt. Beschreibungen der Arten fehlen. Hauptaufgabe des Catalogus ist die möglichst genaue Angabe des Standorts und Fundorts der jeweiligen Art.

### Gliederung
- Ad medicinae studiosos
- Frenelius in sua methodo medendi
- Catalogus circa Basileam nascentium plantarum
- Index
- Authores citati
- Errata

### Zitierte Autoren
Im Catalogus verweist Bauhin auf folgende Autoren:
- Joachim Camerarius
- Carolus Clusius
- Fabio Colonna
- Valerius Cordus
- Rembert Dodoens
- Castore Durante
- Leonhart Fuchs
- Conrad Gessner
- Lobelius
- Adam Lonitzer
- Pietro Andrea Mattioli
- Tabernaemontanus
- Johann Thal
- Tragus

## Nachweise